# I Promise (canción de Radiohead)
"I Promise" es una canción de la banda de rock inglesa Radiohead, grabada durante las sesiones de su tercer álbum, OK Computer (1997). La banda consideró que "no era lo suficientemente fuerte como para lanzar en ese momento". Pero lo incluyó en la reedición de OK Computer de 2017, OK Computer OKNOTOK 1997 2017, y lo lanzó como una descarga con un video musical el 2 de junio de 2017.

## Historia
Radiohead realizó por primera vez "I Promise" el 27 de marzo de 1996 en The Fillmore de San Francisco, y la tocaron varias veces ese año mientras estaban de gira, con Alanis Morissette apoyando los actos. Las grabaciones de Bootleg de estas actuaciones fueron ampliamente distribuidas. La banda grabó la canción durante las sesiones para su tercer álbum, OK Computer (1997), pero sintió que no era lo suficientemente fuerte como para lanzarla y no la interpretó de nuevo durante más de dos décadas. En 1998, el guitarrista Ed O'Brien declaró que Radiohead estaba considerando volver a grabar "I Promise" para su próximo álbum, pero permaneció inédito. Cuando se le preguntó si la canción "tenía una oportunidad" después del lanzamiento de su séptimo álbum, In Rainbows (2007), O'Brien respondió negativamente.
El 2 de mayo de 2017, Radiohead anunció una reedición de OK Computer por los 20 años, OK Computer OKNOTOK 1997 2017. La reedición incluye tres temas inéditos, incluyendo "I Promise". La canción fue estrenada en la BBC Radio 6 el 2 de junio por el anfitrión Steve Lamacq, quien dijo que Radiohead estaba "especialmente contento de encontrar [la canción] en las bóvedas, porque pensaban que se había perdido con los años". El mismo día, Radiohead lanzó "I Promise" como una descarga para aquellos que habían pre-ordenado OKNOTOK, Junto con un video musical en su sitio web.
En una gira en junio de 2017, Radiohead tocó en vivo "I Promise" por primera vez en 21 años. Yorke le dijo a la multitud: "somos un montón de tontos, y probablemente todavía lo somos, una de las cosas locas que hicimos, fue no lanzar esta canción, porque creímos que no era lo suficientemente buena".

## Composición
En entrevistas años antes del lanzamiento de la canción, O'Brien comparó "I Promise" a Roy Orbison, mientras Yorke lo comparó con Joy Division. La canción cuenta con guitarra acústica rasgada, Tambores de banda, y Mellotron "de tonos orquestales." Yorke ve la letra similar a un "Listado de votos, como una lista de compras", con temas comunes a OK Computer incluyendo soledad, alienación, paranoia y angustia. NME describió la canción como "Radiohead en su más directo" antes de pasar a la música electrónica con álbumes posteriores.

## Video musical
El video musical "I Promise" fue dirigido por Michal Marczak, quien anteriormente dirigió una viñeta de vídeo para el noveno álbum de Radiohead, A Moon Shaped Pool (2016), y el video para single "Beautiful People" de Mark Pritchard, con Yorke. El video muestra un viaje en autobús nocturno de pasajeros abandonados, uno de los cuales es una cabeza androide separada. Robin Hilton de NPR interpretó el video como una referencia al calendario "agotador" y sentido de aislamiento experimentado por Yorke mientras estaba de gira para OK Computer.

## Recepción
Pitchfork nombró "I Promise", la mejor música nueva de la semana, escribiendo que si Radiohead la había lanzado en 1997 "podría haber sido inescapable en los dormitorios, en las noches de micrófono abierto y dondequiera que se encuentren chicos sensibles con guitarras. No reinventa mucho la repetición del grupo The Bends, como lo harían los temas líricos tecnológicos y la sombría producción de OK Computer, pero es asombroso".

## Posiciones
| Gráficos (2017)                         | Posición |
| --------------------------------------- | -------- |
| Francia (SNEP)                          | 136      |
| Islandia(RÚV)                           | 14       |
| Escocia (Official Charts Company)       | 78       |
| Estados Undios (Rock Songs) (Billboard) | 48       |

## Músicos

### Radiohead
- Colin Greenwood
- Jonny Greenwood
- Ed O'Brien
- Phil Selway
- Thom Yorke

### Personal adicional
- Chris Blair – control
- Stanley Donwood – ilustración
- Nigel Godrich – producción, ingeniería
- Nick Ingman – conducción
- Jim Warren – producción, ingeniería